# Crucificação (Tintoretto)
A Crucificação de Tintoretto é uma grande pintura em óleo sobre tela, instalada na Sala dell'Albergo da Scuola Grande di San Rocco, Veneza. É assinado e datado de 1565. Esta pintura é uma das versões mais dramáticas da crucificação na história da arte religiosa cristã.